# Elverum Håndball
Elverum Håndball er en norsk håndboldklub, hjemmehørende i Elverum. Klubben har vundet den norske Eliteserien, tre gange (2017, 2018 og 2019).

## Spillertruppen 2019-20

### Aktuel trup
| Målvogter - 01 Jesper Johan Gulliksen - 12 Emil Kheiri Imsgaard - 16 Thorsten Fries Fløjspillere LW - 07 Alexander Ørjevik Westby - 71 Alexander Blonz RW - 02 Didrik W. Linderud - 48 Sigvaldi Guðjónsson Stregspiller - 17 Kristian Krag Ørsted - 20 Endre Langaas - 44 Thomas Solstad | Bagspillere LB - 06 Rasmus Boysen - 09 Simen Holand Pettersen - 26 Jonas Myreng Elverhøy - 99 Sebastian Henneberg CB - 15 Tobias Grøndahl - 23 Magnus Fredriksen RB - 11 Lukas Sandell - 18 Jonas Burud |